# 대한민국 헌법 제37조
대한민국 헌법 제37조는 자유와 권리의 본질적인 내용이 침해될 수 없음을 선언하는 대한민국 헌법의 조항이다. 기본권제한의 수권규정이면서 동시에 기본권제한의 한계규정이다.

## 본문
① 국민의 자유와 권리는 헌법에 열거되지 아니한 이유로 경시되지 아니한다.

② 국민의 모든 자유와 권리는 국가안전보장·질서유지 또는 공공복리를 위하여 필요한 경우에 한하여 법률로써 제한할 수 있으며, 제한하는 경우에도 자유와 권리의 본질적인 내용을 침해할 수 없다.

## 내용
- 국민의 자유와 권리 존중
- 자유와 권리에 대한 본질적 침해 금지

## 판례
- 국가작용 중 특히 입법작용에 있어서의 비례성 원칙이라 함은 국가가 국민의 기본권을 제한하는 내용의 입법활동을 함에 있어서 준수하여야 할 기본원칙 내지 입법활동의 한계를 의미하는 것이다[1]

- 규범상호간의 구조와 내용 등이 모순됨이 없이 체계와 균형을 유지하도록 입법자를 기속하는 헌법적 원리, 일반적으로 일정한 공권력작용이 체계정당성에 위반한다고 해서 곧 위헌이 되는 것은 아니다. 입법의 체계정당성위반과 관련하여 그러한 위반을 허용할 공익적인 사유가 존재한다면 그 위반은 정당화될 수 있다. 나아가 체계정당성의 위반을 정당화할 합리적인 사유의 존재에 대하여는 입법의 재량이 인정되어야 한다[2]

- 법률유보의 원칙은 '법률에 의한 규율'을 요청하는 것이 아니라 '법률에 근거한 규율'을 요청하는 것이기 때문에 기본권의 제한에는 법률의 근거가 필요할 뿐이고 기본권제한의 형이 반드시 법률의 형식일 필요는 없는 것이다[3]

## 같이 보기
- 대한민국 헌법 제2장
- 법률유보의 원칙

## 참고문헌
- 이재홍. (2021). 헌법 제37조 제2항에 규정된 ‘자유와 권리의 제한’의 해석론 - 인과관계, 기본권상대방, 그리고 착시제한 -. 저스티스,(182-1), 79-108.
- 이세주. (2021). 헌법 제37조 제1항의 의미와 내용에 대한 고찰. 법조, 70(4), 74-110.
- 황동혁. (2020). 헌법 제37조 제2항의 “법률로써”의 의미. 지방자치법연구, 20(3), 117-138.
- 허완중. (2019). 기본권 제약 개념 확장을 통한 헌법 제37조 제2항의 해석. 헌법논총, 30, 5-60.
- 성정엽. (2019). 헌법과 공익 - 헌법 제37조 제2항의 ‘공공복리’의 의미와 기능을 중심으로 -. 외법논집, 43(2), 95-114.
- 성정엽. (2019). 헌법과 공익 - 헌법 제37조 제2항의 ‘공공복리’의 의미와 기능을 중심으로 -. 외법논집, 43(2), 95-114.
- 정관영, 박보영. (2014). 사회보장수급권에 대한 헌법 제37조 제2항의 위헌심사기준. 사회보장법연구, 3(2), 161-209.
- 정문식. (2009). 헌법 제37조 제2항 '필요한 경우에 한하여'의 의미. 한양법학, 27, 13-43.
- 조한상. (2006). 헌법 제37조 제2항 ‘공공복리’개념에 관한 고찰. 헌법학연구, 12(5), 83-111.
- 한수웅. (2006). 헌법 제37조제2항의 過剩禁止原則의 意味와 適用範圍. 저스티스,, 5-28.